# Nickel (cosmétiques)
Pour les articles homonymes, voir Nickel.
Nickel est une marque de produits cosmétiques et de soins pour homme, créée en 1996, et appartenant au groupe L'Oréal depuis 2013 ; la marque disparaît l'année suivante.

## Historique
- 1996 : création de la marque par Philippe Dumont, un ancien de L'Oréal[1], avec le lancement d'un Spa à Paris exclusivement réservé aux hommes.
- 2001 : ouverture du Spa de New York.
- 2004 : Interparfums prend une participation de 64 % dans la société pour un montant de 7 millions d'euros[2].
- 2005 : ouverture du Spa de Londres par la société Fragrance Factory Ltd, distributeur des produits Nickel au Royaume-Uni.
- 2007 : Interparfums devient propriétaire à 100 % de la société.
- 2013 : rachat par le groupe L'Oréal pour un montant de 3,2 millions d'euros[3] (l'acquisition prend en compte la marque et deux des trois Spas).
- 2014 : arrêt de l'exploitation de la marque et fermeture des Spas de Paris et New York.
- 2015 : le Spa situé rue des Francs Bourgeois à Paris est transformé en magasin éphémère pour Urban Decay, marque également détenue par L'Oréal (premier point de vente en propre de la marque en France, il devient permanent l'année suivante[4]).
- 2015 : toujours exploité par Fragrance Factory Ltd, le Spa de Londres change de nom pour Station Spa en décembre.

## Produits
La marque se caractérise par la dénomination originale de ses produits : l’anti-fatigue « Lendemain de Fête », les hydratants « Bonne Gueule », le nettoyant « Super Clean », le gel de rasage « Mauvais Poil », ou encore le traitement intensif des pectoraux « Super Pecs ». 